# Zoodes liturifer
Zoodes liturifer is een kever uit de familie van de boktorren (Cerambycidae). De wetenschappelijke naam van de soort werd voor het eerst geldig gepubliceerd in 1871 door Francis Walker.